# Двигатель на эффекте Холла

Схема двигателя на эффекте Холла с протяжённой зоной ускорения

Дви́гатель на эффе́кте Хо́лла — разновидность электростатического ракетного двигателя, в котором используется эффект Холла (обеспечивает замкнутый дрейф электронов). При равных размерах с другим типом электростатического ракетного двигателя — ионным, холловский двигатель обладает большей тягой. Двигатели используются на космических аппаратах с 1972 года. Второе название данного двигателя — плазменный ракетный двигатель. Однако зачастую под плазменными двигателями подразумевают все электрические ракетные двигатели.

## Устройство
Холловский двигатель состоит из кольцевой камеры между анодом и катодом, вокруг которой расположены магниты. С одной стороны в камеру подаётся рабочее тело, с другой стороны происходит истекание плазмы. Нейтрализация положительного заряда плазмы производится электронами, эмитируемыми с катода.
По принципиальной схеме холловские двигатели делятся на двигатели с анодным слоем (ДАС) и с протяжённой зоной ускорения (СПД).

## Принцип действия
Между анодом и катодом поддерживается электрическое напряжение. В кольцевую камеру подаётся рабочее тело (например, ксенон). Под действием электростатического поля ионы разгоняются в осевом направлении. В радиальном направлении действует магнитная сила, которая в соответствии с эффектом Холла приводит к появлению тока в азимутальном направлении (замкнутый дрейф электронов в скрещенных электрическом и магнитном полях под действием силы Лоренца). Такое движение электронов обеспечивает дополнительную ионизацию рабочего тела, а также снимает ограничение по плотности ионного тока, характерное для обычного ионного двигателя, и позволяет достичь относительно высоких массовых расходов рабочего тела, и, как следствие, тяги двигателя.

## Применение
Применение холловских двигателей в СССР началось в 1972 году. Их серийное производство налажено в 1982 году. Наиболее современным из этих двигателей является SPT-140, в 2017 году выведший на целевую орбиту спутник Eutelsat 172B.
В 2017 году на орбиту запущен спутник VENµS с установленным на нём холловским двигателем нового[уточнить] поколения производства израильской компании «Рафаэль».
Спутники Starlink оснащены двигателями, работающими на эффекте Холла, с использованием криптона в качестве рабочего тела.